# Декалог
Декалог (изговорено , такође познат као Декалог: Десет заповести и Декалог) је пољска драмска серија филмова из 1988. коју је режирао Кшиштоф Кјешловски за телевизију. Кјешловски је написао сценарио са Кшиштофом Писевицем. Декалог се састоји се од десет једночасовних филмова, инспирисаних Десет Божјих заповести. Сваки филм истражује ликове који се суочавају са једним или неколико моралних или етичких дилема, док живе у стамбеном блоку у Пољској током 1980-их.
Декалог је најпризнатије дело Кјешловског, описано и као „најбоље драмско дело икада урађено посебно за телевизију“. Серија је освојила бројне међународне награде, иако није била масовно емитована ван Европе све до касних 1990-их. То је један од петнаест филмова који се налазе у оквиру категорији „Вредности“ на листи филмова Ватикана. Године 1991. редитељ Стенли Кјубрик написао је диван предговор објављеном сценарију. Према Кјубрику, Декалог је за њега једино ремек дело.
Цела серија је била приказана на 46. Међународном филмском фестивалу у Венецији.

## Продукција
Серија је настала када је сценариста Кшиштоф Писевиц, који је видео уметничко дело из 15. века које илуструје Божје Заповести у сценама из тог временског периода. Предложио је идеју о снимању модерног еквивалентуа Филмски стваралац Кшиштоф Кјешловски био је заинтересован за филозофски изазов, а такође је желео да серију искористи као портрет недаћа пољског друштва, намерно избегавајући политичка питања која је приказивао у ранијим филмовима. Првобитно је намеравао да ангажује десет различитих редитеља, али је одлучио да сам режира филмове. Користио је другачијег сниматеља за сваку епизоду изузев треће и девете, у којима је Пјотр Собочињски био директор фотографије.
Велика глумачка екипа укључује и познате и непознате глумце, од којих је многе Кјешловски ангажовао и у својим другим филмовима.

## Теме
Десет филмова су једноставно насловљени бројевима, нпр Декалог: Један. Према уводу филмског критичара Роџера Иберта у ДВД сету, Кјешловски је рекао да филмови не одговарају у потпуности заповестима и да никада није користио њихова имена. Иако је сваки филм независан, већина њих дели исту локацијску поставку у Варшави, а неки од ликова се међусобно познају. Сваки филм истражује ликове који се суочавају са једном или неколико моралних или етичких дилема док живе у великом стамбеном блоку у Пољској током 1980-их. Теме се могу тумачити на много различитих начина; међутим, сваки филм има своју дословност.

## Пријем
Серији је додељена оцена од 97% на порталу Rotten Tomatoes на основу 53 критике критичара, са просечном оценом од 8,95/10. Консензус веб-сајта гласи: „...Декалог стоји као јединствено достигнуће у филмографији писца-редитеља Кшиштофа Кјешловског – као и у историји пољске кинематографије. Серија је добила просечну оцену 100 од 100 на Метакритику, на основу 13 критика, што указује на „универзално признање“. Декалог је ссвојио 1991. године ТВ награду БАФТА за најбољи међународно остварење као и награду Бодил за најбољи европски филм. Филм је такође освојио награду за најбољи страни филм Француског синдиката филмских критичара.
Серију су похвалили реномирани филмски критичари, укључујући Роџера Иберта  и Роберта Фулфорда, као и важних личности из филмске индустрије, попут Стенлија Кјубрика.
У анкети Sight & Sound из 2002. за одређивање најбољих филмова свих времена, Декалог и Кратки филм о убијању добили су гласове 4 критичара и 3 редитеља. Поред тога, у анкети Sight & Sound  одржаној исте године са циљем да се одреди 10 најбољих филмова у претходних 25 година, Кјешловскии је проглашен за #2 на листи најбољих редитеља, а гласови за његове филмове су подељени између Декалога, Три боје Црвено/ Плаво и Вероникин дупли живот. У анкетама из 2012. Декаложгје добио шест гласова критичара укључујући Кенета Турана и један глас редитеља Милча Манчевског као најбољи филм свих времена.
The Village Voice је поставио Декалог на 112. место на својој листи 250 најбољих филмова века 1999. године, на основу анкете критичара. У јануару 2002. године, филм је уврштен међу 100 најбољих „есенцијалних филмова“ свих времена од стране Националног друштва филмских критичара. Филм је заузео 36. место на листи „100 најбољих филмова светске кинематографије“ часописа Емпајр из 2010.